# Hendrik Voogd
Hendrik Voogd (pronunciación neerlandesa: [ˈɦɛndrɪk ˈfoːxt]; [1] 10 de julio de 1768 - 4 de septiembre de 1839) fue un pintor y grabador holandés, activo en Italia. Algunas de sus obras se pueden encontrar en el Rijksmuseum.

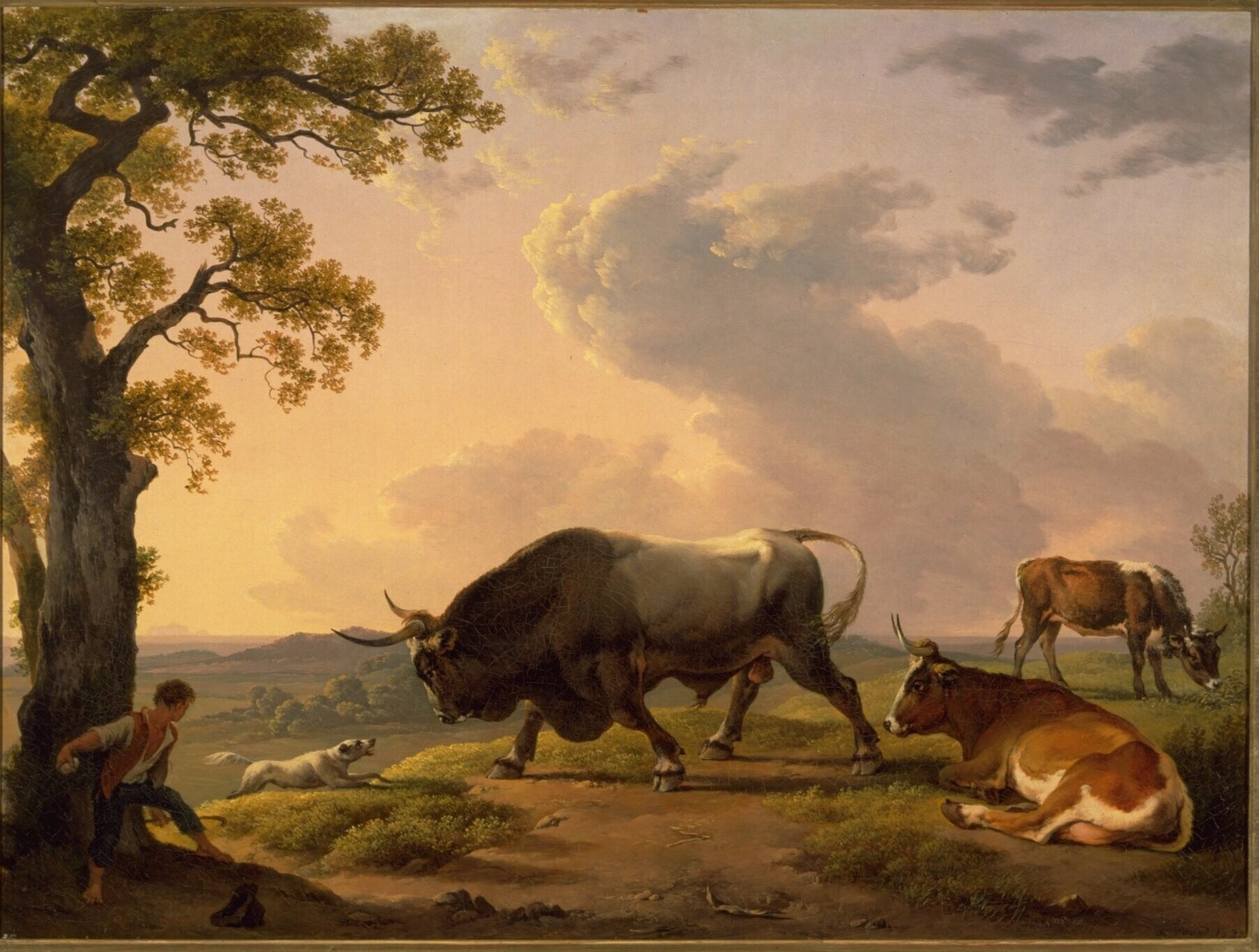
Hendrik Voogd - Een stier aangevallen door een hond in een Italiaans landschap - 3317 (OK) - Museum Boijmans Van Beuningen

## Vida
A partir de 1783, Voogd estudió en una academia local y luego fue aprendiz del pintor de papel tapiz Jurriaan Andriessen. La ayuda financiera del coleccionista de arte de Ámsterdam D. Versteegh (1751-1822) le permitió partir en 1788 a Roma para obtener más capacitación en pintura de paisajes.
Mientras estaba en Italia, Voogd se hizo amigo de muchos pintores famosos del paisaje, como Nicolas-Didier Boguet, Johann Christian Reinhart y Johann Martin von Rohden. Poco se sabe sobre su vida. Permaneció en Italia, aparte de una breve visita a los Países Bajos en 1828. Nunca se casó y no se sabe que haya tenido hijos. Voogd murió el 4 de septiembre de 1839 en Roma, en los Estados Pontificios. Desde su obituario, parece que se lo consideraba un artista anticuado de poca influencia. El descubrimiento en 1959 de unos doscientos de sus dibujos en el castillo de Duivenvoorde, en el sur de los Países Bajos, revivió el interés en su trabajo.
- Datos: Q15430631
- Multimedia: Hendrik Voogd / Q15430631